# Lewisville, Indiana
Lewisville är en ort i Henry County i Indiana. Orten har fått namn efter grundaren Lewis Freeman. Vid 2010 års folkräkning hade Lewisville 366 invånare.